# بیت (شعر)
بیت (به انگلیسی: Verse) کوچک‌ترین واحد کامل در شعر کهن فارسی است که دو مصراع (مِصرَع) را شامل می‌شود.
بیت در زبان عربی به معنی خانه و در اصطلاح، کوتاهترین شعر در بحرهایِ عروضی، آن است که از دو مصراع تشکیل شده باشد.
نمونه:
| به نام خداوند جان و خرد |  | کزین برتر اندیشه برنگذرد |
|                         |  | (فردوسی)                 |

## بیت مُصَرّع
اگر هر دو مصراع یک بیت قافیه دار باشند، آن بیت را مصرّع می‌نامند؛ یعنی قافیه‌دار. نمونه:
| بنی‌آدم اعضای یک پیکرند     |  | که در آفرینش ز یک گوهرند |
| چو عضوی به درد آورَد روزگار |  | دگر عضوها را نمانَد قرار  |
| تو کز محنت دیگران بی‌غمی    |  | نشاید که نامت نهند آدمی  |
|                            |  | (سعدی)                   |

## نگارخانه

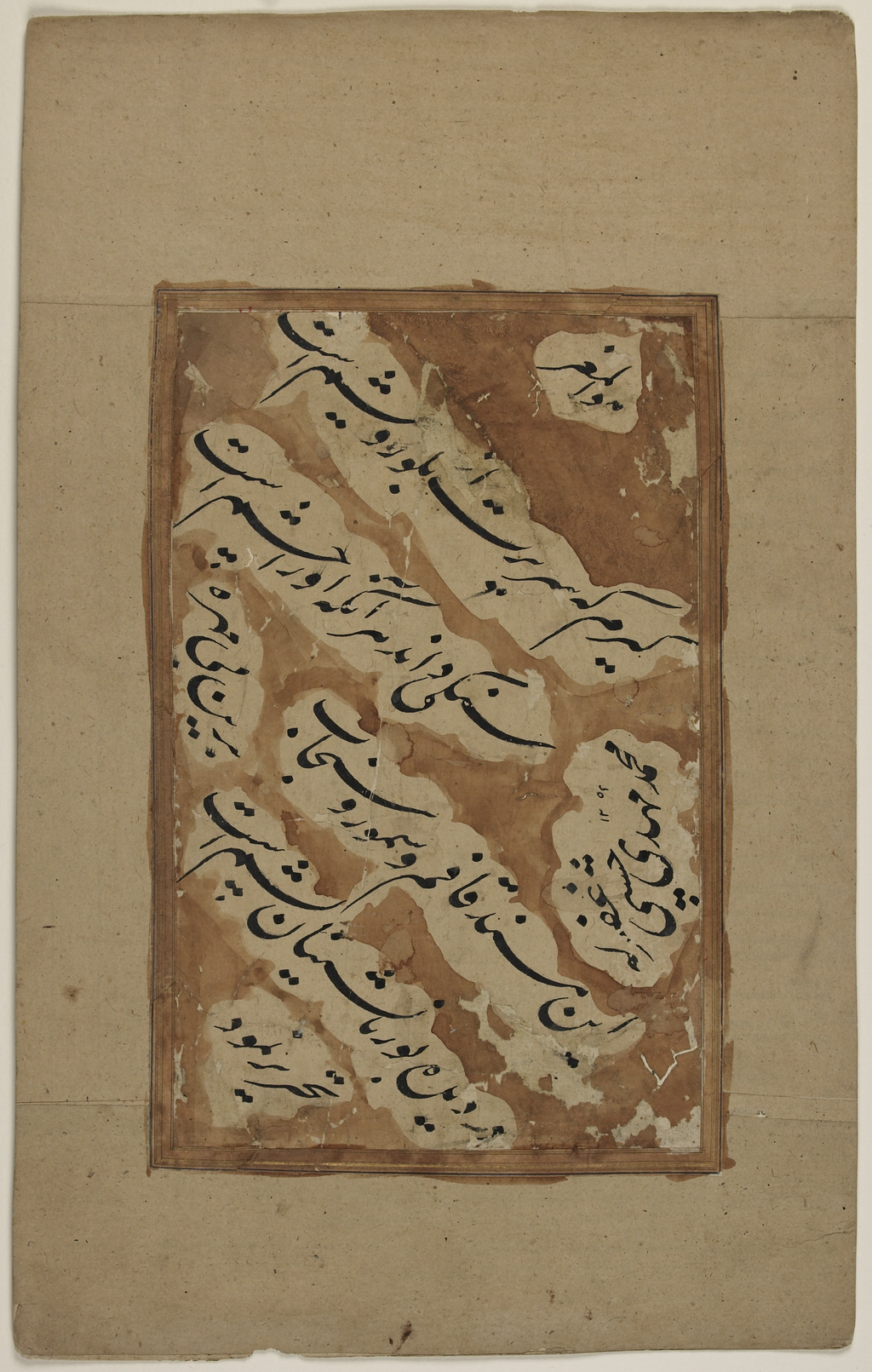
یک اثر هنری که خطاطی دو بیت را نمایش می‌دهد.
یک بیت شعر به خط نستعلیق که توسط نرم‌افزار خطاطی شده‌است.